# Malcolm Guthrie
Malcolm Guthrie (1903-1972), profesor de lenguas bantúes, es conocido fundamentalmente por su clasificación de las lenguas bantú (Guthrie 1971). Esta clasificación, aunque no libre de disputa, es aún la que más se utiliza.
La obra más importante de Guthrie es Comparative Bantu que apareció en 4 volúmenes publicados en 1967 (volumen 1), 1970 (volúmenes 3 y 4), y 1971 (volumen 2). Los 4 volúmenes ofrecen no sólo una clasificación genética, sino también una reconstrucción del Proto-Bantu como Protolengua de la familia de las lenguas bantúes. Para su reconstrucción, Guthrie obtuvo datos de 28 'lenguas tests' que recogió más o menos aleatoriamente. Hay quien ha dicho, por ejemplo Möhlig, que esto hace la reconstrucción poco fiable, ya que las formas reconstruidas, y en consecuencia el árbol genético, serían diferentes si se cambiase la selección de las lenguas.
Guthrie también escribió extensivamente sobre una amplia gama de lenguas bantúes como el lingala, el bemba, el mfinu y el teke.